# George Jeffreys
George Jeffreys, primer Baron Jeffreys de Wem, miembro del Privy Council del Reino Unido (15 de mayo de 1645 – 18 de abril de 1689), más conocido como "El Juez de la Horca", se hizo famoso durante el reinado de Jacobo II de Inglaterra, alcanzando los cargos de Lord Canciller y Lord Mayordomo Mayor.

## Biografía
Jeffreys nació en la propiedad familiar de Acton Hall, Wrexham en Gales, el sexto hijo de John y Margaret Jeffreys. Se educó en el Colegio Shrewsbury, en el Colegio St. Paul de Londres y en el Colegio de Westminster, también en Londres. Inició estudios de pregrado en la Universidad de Cambridge, abandonándola al cabo de un año para iniciar su carrera legal en 1668. En 1667 se casó con Sarah Neesham, con la que tuvo siete hijos hasta la muerte de ella en 1678.
Poco después, consiguió hacerse un lugar en el favor del Ducado de York, el hermano menor de Carlos II de Inglaterra, y que le sucedería con el nombre de Jacobo II de Inglaterra. Esta mejora en su estatus en la corte es un buen indicativo de la ambición de Jeffreys, que a pesar de haber sido educado como protestante en un tiempo de radicalismo religioso, se puso al servicio de Jacobo, que era un católico declarado. Jeffreys fue nombrado caballero en 1677, y para 1680 era ya Justicia Mayor de Chester. Carlos II le hizo baronet en 1681, y dos años después fue nombrado Lord Justicia Mayor del Banco del Rey como miembro del Privy Council del Reino Unido. Su carrera subsiguiente demostró cuan dispuesto se encontraba a subordinar su imparcialidad como juez a sus ambiciones políticas.
Uno de los muchos juicios que mostraron esa decisión de desviarse a fin de ganar los favores reales fue el de Algernon Sidney, implicado sin base en el complot de la Casa Rye, y condenado y ejecutado mediante pruebas inconcluyentes. Todo el complot se consideraba ya en la época una maniobra de Carlos II y sus partidarios con el fin de librarse de sus mayores adversarios políticos. Otro caso sonado fue el juicio contra el puritano Richard Baxter en mayo de 1685. Había sido acusado del cargo infundado de injurias contra la Iglesia por una de sus obras. De este juicio, aunque se afirma popularmente que fue una de las más brutales perversiones de la justicia ocurridas jamás en Inglaterra, no se ha conservado ningún registro escrito. La versión más aceptada popularmente afirma que Jeffreys, tras comportarse durante el juicio como un loco furioso, condenó a Baxter, que por aquel entonces contaba más de setenta años, a pagar 500 marcos (una cantidad imposible) y permanecer en prisión hasta que entregase dicha suma. El anciano Baxter languideció en prisión durante 18 meses hasta que fue liberado por indulto real.
Jacobo II, tras su ascenso al trono elevó a Jeffreys a la Nobleza inglesa como Barón Jeffreys de Wem. Al parecer, por aquel entonces sufría de piedras en el riñón, lo que seguramente empeoró su temperamento violento.
Su mala reputación como juez empeoró todavía más tras las sentencias que dictó a los seguidores de James Scott, duque de Monmouth, episodio que concluyó la Rebelión de Monmouth y sería conocido posteriormente como el Tribunal Sangriento. Jeffries organizó su Tribunal Superior en septiembre de 1685 en el gran salón del Castillo de Taunton, sede actualmente del Museo del Condado de Somerset. Durante los juicios declaró culpables a unas 1300 personas. Aproximadamente unas 320 fueron ejecutadas, la mayoría tras haberse declarado culpables después de que se les prometiera clemencia. Del resto, unas 800 fueron desterradas y deportadas a las colonias inglesas, y el resto recibieron diversas sentencias de prisión. Una cantidad indeterminada fueron condenadas a recibir azotes públicos sin llegar a juicio. El suceso es aún bien recordado en la zona suroeste de Inglaterra.
Finalizado el Tribunal Sangriento, Jacobo nombró a Jeffreys Lord Canciller a finales de 1685, y mantuvo el cargo hasta que el rey fue depuesto en 1688. Sospechando lo que el nuevo régimen podía suponer para él, intentó huir del país, pero fue reconocido y capturado. Murió, supuestamente por su enfermedad del riñón, mientras se hallaba bajo custodia en la Torre de Londres. Fue enterrado originalmente en la Capilla Real de St. Peter ad Vincula en la misma Torre, y trasladado a St Mary Aldermanbury en 1692. Le sucedió en el título su hijo mayor, John.